# Велке Костоляни
Велке Костоляни (на словашки: Veľké Kostoľany) е село в Западна Словакия, намиращо се на 12 km югозападно от Пиещяни и на 17 km от окръжния град Търнава в Подунавската низина край реките Хтелничка и Вах, в близост до защитената ландшафтна зона на Малките Карпати.
Името му идва от думата kostol на словашки, която в превод на български означава църква. Тук се намират римокатолическата църквата „Свети Вит“, която е отворена през 1464 г., параклисът „Дева Мария“ от 1768 г. и „Рождество Богородично“ от 1832 г.
Първото писмено споменаване на селището е от 1209 г. в документ на унгарския крал Андраш II. В периода 1461 – 1467 г. тук се е намирал последният хуситски лагер на територията на днешна Словакия. През 1945 г. Велке Костоляни е обединено със село Закостолани и се разразства.
В селото има тухларна фабрика.

## Личности
Родени
- Киприан Майерник (1909 – 1945), словашки художник
- Йозеф Михалкович (1935 – ), словашки поет

- Сграда на общинската служба
- Параклис на Дева Мария